# Тейлгербер
Тейлгербер — індонезійський футболіст, нападник.

## Життєпис
На клубному рівні виступав в індонезійській команді «Джокоя».
У 1938 році головний тренер збірної Голландської Ост-Індії Йоганнес Христоффел Ян ван Мастенбрук викликав Тейлгербера на чемпіонат світу, який проходив у Франції і став першим мундіалем для Голландської Ост-Індії та Індонезії в історії. На турнірі команда зіграла одну гру в рамках 1/8 фіналу, в якому вона поступилася майбутньому фіналісту турніру Угорщині (0:6). Тейлгербер не взяв участі в цьому матчі.
Після повернення до Нідерландів, збірна провела товариський матч зі збірною Нідерландів на Олімпійському стадіоні в Амстердамі. Зустріч завершилася перемогою нідерландців з рахунком 9:2. Проте Тейлгербер знову просидів увесь матч на лавці для запасних.